# Bruno Cheyrou
Bruno Cheyrou (* 10. Mai 1978 in Suresnes) ist ein französischer Sportmoderator und ehemaliger professioneller Fußballspieler.

## Leben

### Karriere
Als Jugendlicher und später als Amateurspieler war Cheyrou bei den Vereinen RC Paris (1986 bis 1994), RC Lens (Am.) (1994–1997) und ein Jahr beim OSC Lille aktiv, ehe er 1998 in die Profimannschaft des OSC kam. Am 24. Oktober 1998 gab er sein Debüt in der zweiten Liga für Lille. Ab 1999 war auch sein Bruder Benoît in Lilles erster Mannschaft aktiv. 2000 stieg er mit seinem Verein in die Division 1 auf und weckte nach und nach das Interesse verschiedener europäischer Vereine.
2002 wechselte er für 4,5 Millionen Pfund zum FC Liverpool in die englische Premier League. Kurz nach seinem Wechsel gab er am 21. August 2002 sein Debüt für die französische Nationalmannschaft. Bis zu seiner letzten Berufung 2004 kam er insgesamt auf drei Länderspiele. Cheyrou, der von Liverpools französischem Trainer Gérard Houllier als der „neue Zinédine Zidane“ bezeichnet wurde, konnte die hohen Erwartungen beim FC Liverpool nicht erfüllen. Nach 31 Ligaspielen (zwei Tore) von 2002 bis 2004 wurde Cheyrou 2004/05 an Olympique Marseille und 2005/06 an Girondins Bordeaux verliehen. 2006 wechselte er zu Stade Rennes. Dort spielte er dreieinhalb Jahre. In seiner ersten Saison erreichte er mit Rennes den dritten Platz in der Ligue 1, was die beste Platzierung aller Zeiten in dieser Liga und die Teilnahme am UEFA-Cup bedeutete. Im Januar 2010 ging er zum zyprischen Erstligisten Anorthosis Famagusta. Nach einem halben Jahr kehrte er wieder nach Frankreich zurück, wo er seitdem für den Zweitligisten FC Nantes spielt. Sein im Sommer 2012 auslaufender Vertrag wurde nicht verlängert, sodass er abschließend seine Karriere als Profi beendete.
Seit 2014 spielt er für die Amateurmannschaft des AC de Boulogne-Billancourt, mit dem er 2015 die Meisterschaft der CFA 2 (der fünften französischen Liga) gewinnen konnte.

### Privates
Nach seiner Karriere als Fußballprofi begann Cheyrou 2012 für den französischen Fernsehsender beIN Sports Fußballspiele zu kommentieren. Er ist der Bruder des Fußballspielers Benoît Cheyrou.

### Statistik
| Liga           | Spiele (Tore) |
| -------------- | ------------- |
| Ligue 1        | 192 (26)      |
| Ligue 2        | 075 (12)      |
| Premier League | 031 0(2)      |